# Жълта дневна лилия
Жълтите дневни лилии (Hemerocallis lilioasphodelus) са вид растения от семейство Асфоделови (Asphodelaceae).
Таксонът е описан за пръв път от шведския ботаник и зоолог Карл Линей през 1753 година.

## Вариетети
- Hemerocallis lilioasphodelus var. fulvus
- Hemerocallis lilioasphodelus var. minor
- Hemerocallis lilioasphodelus var. thunbergii